# لرزانک خاکستری
لرزانک خاکستری (نام علمی: Cinclocerthia gutturalis) نام یک گونه از سرده لرزانک است.